# Перелік українських атак по прикордонних регіонах РФ (2023)
У таблицях подана інформація про атаки та інциденти у Брянській, Курській, Бєлгородській, Воронезькій, Ростовській областях та Краснодарському краї протягом 2023 року, про які відомо з відкритих джерел.
| атака без загиблих |
| атака з загиблими  |

11 червня 2023 року бійці Російського добровольчого корпусу заявили, що передали за обміном російській стороні 11 полонених, захоплених у боях біля Нової Таволжанки в Бєлгородській області. 5 серпня  2023 року Україна оголосила про військову загрозу для судноплавства в акваторіях шести російських портів на Чорному морі — Анапа, Новоросійськ, Геленджик, Туапсе, Сочі, Тамань.
Протягом року в РФ було зафіксовано 410 інцидентів, кваліфікованих як теракт, що стало рекордним показником з 2003 року.

## Обстріли вздовж лінії зіткнення
| дата       | регіон               | місце                | тип атаки           | влучання | жертви                                                         |
| ---------- | -------------------- | -------------------- | ------------------- | --- | -------------------------------------------------------------- |
| 03.01.2023 | Бєлгородська область | Новий Оскол          | —                   | об'єкт військової інфраструктури, також зазнали пошкоджень житлові будинки                                    | —                                                              |
| 15.01.2023 | Бєлгородська область | —                    | БпЛА                | атака БпЛА на енергопідстанцію                                                                                | —                                                              |
| 16.01.2023 | Бєлгородська область | АПП «Шебекіно»       | обстріл             | відомо про загиблих і поранених російських військових від обстрілу 16 січня                                   | 5 загиблих, 2 поранено                                         |
| 01.02.2023 | Брянська область     | Новозибків           | Точка-У             | ракетний удар по нафтопроводу «Дружба»                                                                        | —                                                              |
| 11.02.2023 | Курська область      | Суджанський р-н      | артобстріл          | не встановлено                                                                                                | 1 загиблий                                                     |
| 27.02.2023 | Брянська область     | Севський р-н         | БпЛА                | БпЛА атакували пункт технічного спостереження прикордонного управління ФСБ, вишку було виведено з ладу        | —                                                              |
| 02.03.2023 | Брянська область     | Любечани             | рейд                | операція бійців «Російського добровольчого корпусу», згодом стало відомо про підрив вантажівки на міні        | 6 поранених                                                    |
| 02.03.2023 | Брянська область     | Сушани               | рейд                | операція бійців «Російського добровольчого корпусу», згодом стало відомо про підрив вантажівки на міні        | 6 поранених                                                    |
| 04.03.2023 | Бєлгородська область | Разумне              | БпЛА                | атака підстанції нафтопроводу «Транснефть-Дружба»                                                             | —                                                              |
| 05.03.2023 | Брянська область     | Брянська область     | БпЛА                | удар дроном-камікадзе по автономній вежі спостереження «Гренадер»                                             | —                                                              |
| 09.03.2023 | Бєлгородська область | Лозова Рудка         | артобстріл          | удар по спостережному пункту                                                                                  | —                                                              |
| 11.03.2023 | Брянська область     | Брянська область     | БпЛА                | удари дроном-камікадзе по двом автономним вежам спостереження «Гренадер»                                      | —                                                              |
| 11.03.2023 | Курська область      | Курська область      | БпЛА                | удари дроном-камікадзе по двом автономним вежам спостереження «Гренадер»                                      | —                                                              |
| 20.03.2023 | Брянська область     | Брянська область     | БпЛА                | удар по нафтопроводу «Дружба»                                                                                 | —                                                              |
| 23.03.2023 | Брянська область     | Брянська область     | бомбовий удар       | заявлені спроби українських військових атакувати інфраструктуру стільникового звʼязку літаками Aeroprakt А-36 | —                                                              |
| 27.03.2023 | Бєлгородська область | Бєлгородська область | БпЛА                | пошкодження газогону і нафтогазової інфраструктури внаслідок атаки БпЛА                                       | —                                                              |
| 31.03.2023 | Бєлгородська область | Бєлгородська область | обстріл             | відомо про загиблого російського військового з некрологів у російських ЗМІ                                    | 1+ загиблий                                                    |
| 03.04.2023 | Брянська область     | Севський р-н         | БпЛА                | заявлено про атаку українським БпЛА будівель російської військової та правоохоронної структури                | —                                                              |
| 04.04.2023 | Бєлгородська область | Цапівка              | артобстріл          | було задокументовано удар по військовій інфраструктурі                                                        | —                                                              |
| 05.04.2023 | Курська область      | Кореневський р-н     | артобстріл          | було заявлено про знеструмлення населених пунктів внаслідок артилерійського вогню                             | —                                                              |
| 05.04.2023 | Брянська область     | Брянська область     | бомбовий удар       | було заявлено про авіабомбовий удар по території виробничих приміщень                                         | —                                                              |
| 06.04.2023 | Брянська область     | Случовськ            | рейд                | повторний рейд бійців «Російського добровольчого корпусу», згодом відбувся підрив на міні військових РФ       | 1 загиблий, поранені                                           |
| 16.04.2023 | Бєлгородська область | Терезівка            | артобстріл          | заявлено про обстріл населеного пункту і пошкодження                                                          | —                                                              |
| 16.04.2023 | Бєлгородська область | Бєлгородська область | БпЛА                | удар дроном-камікадзе по комплексу спостереження «Муром-М»                                                    | —                                                              |
| 17.04.2023 | Бєлгородська область | Бєлгородська область | БпЛА                | пожежа на території ТЕЦ внаслідок атаки БпЛА                                                                  | —                                                              |
| 17.04.2023 | Курська область      | Курська область      | —                   | заявлено про атаки з українського боку                                                                        | —                                                              |
| 18.04.2023 | Брянська область     | Новозибків           | БпЛА                | заявлено про удар по будівлі військкомату                                                                     | —                                                              |
| 25.04.2023 | Бєлгородська область | Черемошне            | артобстріл          | заявлено про обстріл енергетичної інфраструктури, через яке відбулося знеструмлення                           | —                                                              |
| 01.05.2023 | Брянська область     | Рассуха-Унєча        | детонація           | задокументовано сходження з рейок потягу з нафтопродуктами, російською стороною заявлено про підрив           | —                                                              |
| 02.05.2023 | Брянська область     | Снєжетьская          | детонація           | вдруге задокументовано сходження з рейок вантажного потягу, російською стороною заявлено про підрив           | —                                                              |
| 03.05.2023 | Брянська область     | Сєща                 | БпЛА                | заявлено про обстріл території військового аеродрому за допомогою БпЛА-камікадзе                              | —                                                              |
| 03.05.2023 | Бєлгородська область | Вязовоє              | БпЛА                | заявлено про удар по водонапірній башті (ймовірно по обладнню для спостереження) за допомогою БпЛА            | —                                                              |
| 10.05.2023 | Брянська область     | Свень                | —                   | заявлено про обстріл нафтопроводу «Дружба»                                                                    | —                                                              |
| 10.05.2023 | Брянська область     | Стародуб             | БпЛА                | заявлено про атаку адмінбудівлі                                                                               | —                                                              |
| 10.05.2023 | Бєлгородська область | Бєлгородський р-н    | БпЛА                | пошкодження цивільної інфраструктури внаслідок падіння БпЛА                                                   | —                                                              |
| 11.05.2023 | Курська область      | Тьоткіно             | БпЛА                | заявлено про обстріл електропідстанції                                                                        | —                                                              |
| 13.05.2023 | Брянська область     | Брянська область     | —                   | знищено два російських літаки та два гелікоптери у небі Стародубщини за незʼясованих обставин                 | 11 загиблих                                                    |
| 13.05.2023 | Брянська область     | Стародуб             | БпЛА                | заявлено про вибух внаслідок атаки БпЛА на заводі, який виробляє сухпайки для російської армії                | —                                                              |
| 14.05.2023 | Брянська область     | Суземський р-н       | БпЛА                | заявлено про атаку БпЛА складу з військовою технікою і знищенням щонайменше 5 одиниць техніки                 | —                                                              |
| 14.05.2023 | Брянська область     | Клинці               | БпЛА                | заявлено про атаку БпЛА нафтобази Брянськнафтопродукт                                                         | —                                                              |
| 14.05.2023 | Брянська область     | Хоромне              | БпЛА                | заявлено про атаку БпЛА поліцейських автомобілів                                                              | —                                                              |
| 15.05.2023 | Курська область      | Глушкове             | БпЛА                | заявлено про атаку БпЛА на будівлю прикордонного управління ФСБ                                               | 5 поранених                                                    |
| 18.05.2023 | Бєлгородська область | Маломихайлівка       | обстріл             | заявлено про атаку населених пунктів                                                                          | 2 загиблих                                                     |
| 18.05.2023 | Бєлгородська область | Нижнє Березове       | обстріл             | заявлено про атаку населених пунктів                                                                          | 2 загиблих                                                     |
| 19.05.2023 | Брянська область     | Погарський р-н       | міна                | військовий медичний транспорт російського режиму наїхав на міну                                               | 2 поранених                                                    |
| 22.05.2023 | Бєлгородська область | Грайворонський р-н   | БМ-27 «Ураган»      | обстріл військового містечка                                                                                  | 2 загиблих, 4 поранено                                         |
| 22.05.2023 | Брянська область     | Безлюдівка           | рейд                | рейд бійців «Російського добровольчого корпусу»                                                               | 3+ загиблих, Ка-52, БТР-82А, 2х Урал-4320, Т-12                |
| 22.05.2023 | Бєлгородська область | Чуровичі             | рейд                | рейд бійців «Російського добровольчого корпусу»                                                               | 3+ загиблих, Ка-52, БТР-82А, 2х Урал-4320, Т-12                |
| 22.05.2023 | Бєлгородська область | Козинка              | рейд                | атака прикордонної застави ФСБ під час рейду бійців «Російського добровольчого корпусу»                       | 3+ загиблих, Ка-52, БТР-82А, 2х Урал-4320, Т-12                |
| 22.05.2023 | Бєлгородська область | Глотове              | рейд                | рейд бійців «Російського добровольчого корпусу»                                                               | 3+ загиблих, Ка-52, БТР-82А, 2х Урал-4320, Т-12                |
| 23.05.2023 | Курська область      | Гоголівка            | рейд                | рейд бійців «Російського добровольчого корпусу»                                                               | —                                                              |
| 25.05.2023 | Бєлгородська область | Глотове              | рейд                | рейд бійців «Російського добровольчого корпусу»                                                               | —                                                              |
| 27.05.2023 | Бєлгородська область | Шебекіно             | —                   | заявлено про обстріли по території населеного пункту, зафіксовано пожежі                                      | 1 загиблий, 3 поранено                                         |
| 27.05.2023 | Брянська область     | Климівський р-н      | обстріл             | зафіксовано знищений у результаті атаки автомобіль та двох ліквідованих військових                            | 2 загиблих                                                     |
| 28.05.2023 | Брянська область     | Чуровичі             | БпЛА                | заявлено про атаки БпЛА по населеному пункту                                                                  | —                                                              |
| 28.05.2023 | Бєлгородська область | Шебекіно             | —                   | заявлено про обстріли по території населених пунктів, зафіксовано пожежі                                      | 4 поранено                                                     |
| 28.05.2023 | Бєлгородська область | Нова Таволжанка      | —                   | заявлено про обстріли по території населених пунктів, зафіксовано пожежі                                      | 4 поранено                                                     |
| 30.05.2023 | Бєлгородська область | Бєлгородська область | обстріл             | заявлено про загиблих внаслідок української атаки                                                             | невстановлено кількість загиблих і поранених                   |
| 31.05.2023 | Брянська область     | МАВП «Погар»         | танковий обстріл    | згідно заяв у російських ЗМІ атаки зазнав міжнародний автомобільний пункт пропуску «Погар»                    | —                                                              |
| 31.05.2023 | Брянська область     | МАВП «Нові Юрковичі» | БпЛА                | згідно заяв у російських ЗМІ атаки зазнав міжнародний автомобільний пункт пропуску «Нові Юрковичі»            | —                                                              |
| 31.05.2023 | Брянська область     | Куршановичі          | БпЛА                | згідно заяв у російських ЗМІ атаки зазнало село Куршановичі                                                   | —                                                              |
| 31.05.2023 | Бєлгородська область | Шебекіно             | обстріл             | згідно заяв у російських ЗМІ Шебекіно зазнало масованого обстрілу                                             | 4 поранено                                                     |
| 01.06.2023 | Бєлгородська область | Шебекіно             | рейд                | артилерійський обстріл населеного пункту, атака підрозділів ЗС РФ                                             | 2С4 «Тюльпан», КамАЗ 6х6, щонайменше 4 загиблих і 10+ поранено |
| 01.06.2023 | Бєлгородська область | Маслова Пристань     | рейд                | артилерійський обстріл населеного пункту                                                                      | 2С4 «Тюльпан», КамАЗ 6х6, щонайменше 4 загиблих і 10+ поранено |
| 01.06.2023 | Бєлгородська область | Бєлгородська область | обстріл             | відомо про влучання у транспорт із 10 російськими військовими                                                 | 3-10 загиблих, невстановлено кількість поранених               |
| 02.06.2023 | Брянська область     | Ломаківка            | обстріл             | заявлено про обстріл населених пунктів                                                                        | —                                                              |
| 02.06.2023 | Брянська область     | Нова Погощ           | обстріл             | заявлено про обстріл населених пунктів                                                                        | —                                                              |
| 02.06.2023 | Бєлгородська область | Соболівка            | БМ-21 «Град»        | заявлено про обстріл населеного пункту                                                                        | 2 загиблих, 4 поранено                                         |
| 02.06.2023 | Бєлгородська область | Шебекіно             | обстріл             | зафіксовано обстріл населеного пункту                                                                         | 2 загиблих                                                     |
| 03.06.2023 | Бєлгородська область | Муром                | обстріл             | відомо про обстріл території населених пунктів                                                                | 2 загиблих, 2 поранено                                         |
| 03.06.2023 | Бєлгородська область | Нова Таволжанка      | обстріл             | відомо про обстріл території населених пунктів                                                                | 2 загиблих, 2 поранено                                         |
| 03.06.2023 | Бєлгородська область | Шебекіно             | обстріл             | відомо про обстріл території населених пунктів                                                                | 2 загиблих, 2 поранено                                         |
| 03.06.2023 | Бєлгородська область | Безлюдівка           | обстріл             | відомо про обстріл території населених пунктів                                                                | 2 загиблих, 2 поранено                                         |
| 03.06.2023 | Бєлгородська область | Маслова Пристань     | обстріл             | відомо про обстріл території населених пунктів                                                                | 2 загиблих, 2 поранено                                         |
| 04.06.2023 | Бєлгородська область | Нова Таволжанка      | обстріл             | відомо про загиблого російського військовослужбовця                                                           | 1+ загиблий                                                    |
| 04.06.2023 | Бєлгородська область | Бєлгородська область | обстріл             | відомо про ліквідованого російського військового з некрологів у російських ЗМІ                                | 1+ загиблий                                                    |
| 05.06.2023 | Бєлгородська область | Бєлгородська область | обстріл             | відомо про ліквідованого російського майора і полковника серед загиблих внаслідок атак                        | 17+ загиблих                                                   |
| 05.06.2023 | Бєлгородська область | Болховець            | БпЛА                | пожежа на об'єкті енергетичної інфраструктури внаслідок атаки БпЛА                                            | —                                                              |
| 06.06.2023 | Бєлгородська область | Бєлгородська область | обстріл             | відомо про ліквідованих російських військових (в тому числі одного полковника) внаслідок атак                 | 3+ загиблих, 7 поранено                                        |
| 06.06.2023 | Брянська область     | Брахлів              | міни                | відомо про ліквідованого підполковника ФСБ                                                                    | 1+ загиблий                                                    |
| 07.06.2023 | Курська область      | Попово-Лежачі        | БпЛА                | заявлено про атаку на електропідстанцію                                                                       | —                                                              |
| 07.06.2023 | Бєлгородська область | Шебекіно             | обстріл             | пожежа на заводі внаслідок обстрілу                                                                           | —                                                              |
| 07.06.2023 | Бєлгородська область | Безлюдівка           | обстріл             | заявлено про обстріл території населених пунктів                                                              | —                                                              |
| 07.06.2023 | Бєлгородська область | Муром                | обстріл             | заявлено про обстріл території населених пунктів                                                              | —                                                              |
| 07.06.2023 | Бєлгородська область | Нова Таволжанка      | обстріл             | заявлено про обстріл території населених пунктів                                                              | —                                                              |
| 07.06.2023 | Бєлгородська область | Терезівка            | обстріл             | заявлено про обстріл території населених пунктів                                                              | —                                                              |
| 07.06.2023 | Бєлгородська область | Грузьке              | обстріл             | заявлено про обстріл території населених пунктів                                                              | —                                                              |
| 07.06.2023 | Бєлгородська область | Веригівка            | обстріл             | заявлено про обстріл території населених пунктів                                                              | —                                                              |
| 07.06.2023 | Бєлгородська область | хутір Старий         | обстріл             | заявлено про обстріл території населених пунктів                                                              | —                                                              |
| 07.06.2023 | Бєлгородська область | Горьковскій          | обстріл             | заявлено про обстріл території населених пунктів                                                              | —                                                              |
| 07.06.2023 | Бєлгородська область | Дронівка             | обстріл             | заявлено про обстріл території населених пунктів                                                              | —                                                              |
| 08.06.2023 | Бєлгородська область | Шебекіно             | обстріл             | заявлено про обстріл території населених пунктів                                                              | —                                                              |
| 08.06.2023 | Бєлгородська область | Розумне              | обстріл             | заявлено про обстріл території населених пунктів                                                              | —                                                              |
| 08.06.2023 | Бєлгородська область | Бєлгород             | БпЛА                | заявлено про збиття БпЛА                                                                                      | —                                                              |
| 09.06.2023 | Бєлгородська область | Бєлгородська область | обстріл             | заявлено про обстріл території населених пунктів Бєлгородщини                                                 | 3 поранено                                                     |
| 09.06.2023 | Бєлгородська область | Бєлгородська область | БпЛА                | зафіксовано знищення ворожої інфраструктури звʼязку та спостереження у прикордонних районах                   | —                                                              |
| 09.06.2023 | Курська область      |                      | БпЛА                | зафіксовано знищення ворожої інфраструктури звʼязку та спостереження у прикордонних районах                   | —                                                              |
| 11.06.2023 | Бєлгородська область | Бєлгородська область | —                   | задокументовано сходження з рейок вантажного потягу                                                           | —                                                              |
| 12.06.2023 | Бєлгородська область | Бєлгородська область | —                   | задокументовано сходження з рейок вантажного потягу, російською стороною заявлено про атаку БпЛА              | —                                                              |
| 16.06.2023 | Курська область      | Красниково           | БпЛА                | відомо про атаку на адмінбудівлю та інфраструктуру звʼязку                                                    | —                                                              |
| 17.06.2023 | Брянська область     | Новозибківський р-н  | БпЛА                | заявлено про атаку на нафтопровід «Дружба»                                                                    | —                                                              |
| 18.06.2023 | Брянська область     | Севський р-н         | БпЛА                | заявлено про атаку на електропідстанцію «Марицька»                                                            | —                                                              |
| 18.06.2023 | Курська область      | Глушково             | обстріл             | заявлено про обстріл території населених пунктів                                                              | 2 поранено                                                     |
| 18.06.2023 | Курська область      | Попово-Лежачі        | обстріл             | заявлено про обстріл території населених пунктів                                                              | 2 поранено                                                     |
| 18.06.2023 | Курська область      | Тьоткіно             | обстріл             | заявлено про обстріл території населених пунктів                                                              | 2 поранено                                                     |
| 22.06.2023 | Бєлгородська область | Красний Пахарь       | обстріл             | заявлено про обстріл території населеного пункту                                                              | —                                                              |
| 03.07.2023 | Брянська область     | Суземський р-н       | БпЛА                | заявлено про постраждалих військовослужбовців від скидів з БпЛА                                               | 2+ поранено                                                    |
| 04.07.2023 | Брянська область     | Брянська область     | —                   | відомо про атаку на російських військових у прикордонні                                                       | 2х Урал-4320                                                   |
| 05.07.2023 | Брянська область     | Зернове              | БпЛА                | зафіксовано знищення комплексу РЕБ                                                                            | 1х комплекс РЕБ «Діабазол»                                     |
| 05.07.2023 | Курська область      | Тьоткіно             | обстріл             | відомо про обстріл інфраструктури населених пунктів                                                           | —                                                              |
| 05.07.2023 | Бєлгородська область | Валуйки              | обстріл             | відомо про обстріл інфраструктури населених пунктів                                                           | —                                                              |
| 05.07.2023 | Бєлгородська область | Новопетрівка         | обстріл             | відомо про обстріл території населеного пункту                                                                | 1+ загиблий                                                    |
| 06.07.2023 | Бєлгородська область | Бєлгородська область | обстріл             | заявлено про обстріл населених пунктів керованими боєприпасами із САУ 2С22 «Богдана»                          | —                                                              |
| 06.07.2023 | Брянська область     | Любимівка            | БпЛА                | відомо про атаки БпЛА на енергетичну та іншу інфраструктуру                                                   | —                                                              |
| 06.07.2023 | Курська область      | хутір Ведмеджий      | БпЛА                | відомо про атаки БпЛА на енергетичну та іншу інфраструктуру                                                   | —                                                              |
| 06.07.2023 | Курська область      | Тьоткіно             | БпЛА                | відомо про атаки БпЛА на енергетичну та іншу інфраструктуру                                                   | —                                                              |
| 07.07.2023 | Бєлгородська область | Шебекіно             | РСЗВ                | відомо про обстріл території населеного пункту                                                                | —                                                              |
| 10.07.2023 | Бєлгородська область | Бєлгородський р-н    | ПТРК                | обстріл ворожої техніки із ПТРК                                                                               | знищена вантажівка та особовий склад                           |
| 14.07.2023 | Брянська область     | Бєлая Бєрьозка       | обстріл             | заявлено про обстріл населеного пункту                                                                        | 1 загибла                                                      |
| 14.07.2023 | Курська область      | Курчатов             | БпЛА                | заявлено про атаку території населеного пункту                                                                | —                                                              |
| 15.07.2023 | Бєлгородська область | Середа               | обстріл             | відомо про ліквідацію російського солдата                                                                     | 1+ загиблий                                                    |
| 15.07.2023 | Бєлгородська область | Шебекінський р-н     | рейд                | група чеченських бійців у складі Сил оборони атакували техніку російських окупантів                           | знищена вантажівка та особовий склад (2 загиблих)              |
| 16.07.2023 | Бєлгородська область | Шебекіно             | РСЗВ                | заявлено про обстріл населеного пункту                                                                        | 1+ загибла                                                     |
| 20.07.2023 | Курська область      | АПП «Крупєц»         | обстріл             | зафіксовано знищення БТР-70                                                                                   | БТР-70, 3 загиблих                                             |
| 20.07.2023 | Брянська область     | Брянська область     | міни                | відомо про підрив на мінах                                                                                    | 3 загиблих                                                     |
| 21.07.2023 | Брянська область     | Знобь                | міни                | відомо про підрив на мінах                                                                                    | 2 загиблих, 1 поранений                                        |
| 22.07.2023 | Бєлгородська область | Бєлгородська область | обстріл             | ймовірне ураження ворожого ЗРК                                                                                | 9К35 «Стріла-1» та особовий склад                              |
| 25.07.2023 | Курська область      | Тьоткіно             | БпЛА                | відомо про постраждалого російського прикордонника внаслідок атаки БпЛА                                       | 1+ поранено                                                    |
| 29.07.2023 | Брянська область     | Ломаківка            | обстріл             | заявлено про обстріл населеного пункту                                                                        | —                                                              |
| 30.07.2023 | Брянська область     | Трубчевськ           | БпЛА                | зафіксовано наслідки атаки на відділок поліції                                                                | —                                                              |
| 02.08.2023 | Бєлгородська область | Бєлгородська область | обстріл             | відомо про загиблих російських військових з некрологів у російських ЗМІ                                       | 2+ загиблих                                                    |
| 03.08.2023 | Бєлгородська область | Бєлгородська область | обстріл             | відомо про загиблого російського військового з некрологів у російських ЗМІ                                    | 1+ загиблий                                                    |
| 13.08.2023 | Бєлгородська область | Бєлгородська область | БпЛА                | заявлено про збиття БпЛА                                                                                      | —                                                              |
| 13.08.2023 | Курська область      | Курська область      | БпЛА                | заявлено про збиття БпЛА                                                                                      | —                                                              |
| 15.08.2023 | Брянська область     | Курковичі            | обстріл             | відомо про загиблого російського військовослужбовця у бою з українськими диверсантами                         | 1+ загиблий                                                    |
| 20.08.2023 | Бєлгородська область | Черемошне            | БпЛА                | зафіксоване знищення дроном антени російського комплексу РЕБ «Поле-21»                                        | —                                                              |
| 21.08.2023 | Брянська область     | Хінель               | обстріл             | обстріл позицій російських військових                                                                         | —                                                              |
| 22.08.2023 | Курська область      | Глушковський р-н     | БпЛА                | відомо про атаку на спиртзавод                                                                                | —                                                              |
| 22.08.2023 | Брянська область     | Климівський р-н      | обстріл             | відомо про загиблих російських військових у бою з українськими диверсантами                                   | 4 загиблих, 7 поранено                                         |
| 23.08.2023 | Бєлгородська область | Лави                 | БпЛА                | заявлено про атаку безпілотника і трьох загиблих                                                              | 3 загиблих                                                     |
| 24.08.2023 | Брянська область     | Климівський р-н      | міни                | відомо про підрив на міні російських військових                                                               | 2 поранено                                                     |
| 24.08.2023 | Брянська область     | Климівський р-н      | обстріл             | заявлено про обстріл населених пунктів                                                                        | —                                                              |
| 24.08.2023 | Брянська область     | Погарський р-н       | обстріл             | заявлено про обстріл населених пунктів                                                                        | —                                                              |
| 26.08.2023 | Бєлгородська область | Соболівка            | обстріл             | заявлено про обстріл населених пунктів                                                                        | 6+ поранено                                                    |
| 26.08.2023 | Бєлгородська область | Уразово              | обстріл             | заявлено про обстріл населених пунктів                                                                        | 6+ поранено                                                    |
| 27.08.2023 | Бєлгородська область | Щетинівка            | БпЛА                | підполковник російської поліції загинув унаслідок атаки дрона                                                 | 1 загиблий                                                     |
| 31.08.2023 | Брянська область     | Брянська область     | БпЛА                | відомо про атаку БпЛА                                                                                         | —                                                              |
| 01.09.2023 | Курська область      | Курчатов             | БпЛА                | відомо про пошкодження будівель внаслідок атаки БпЛА                                                          | —                                                              |
| 03.09.2023 | Курська область      | Курчатов             | БпЛА                | безпілотник атакував будівлю ФСБ                                                                              | —                                                              |
| 04.09.2023 | Брянська область     | Брянська область     | рейд                | відомо про загиблих внаслідок рейду російських військових                                                     | 1+ загиблий, 6+ поранено                                       |
| 04.09.2023 | Бєлгородська область | Теребрено            | рейд                | відомо про поранених внаслідок рейду російських військових                                                    | поранені                                                       |
| 05.09.2023 | Брянська область     | Брянська область     | БпЛА                | відомо про атаку БпЛА                                                                                         | —                                                              |
| 14.09.2023 | Курська область      | Гордєєвка            | обстріл             | заявлено про обстріл населеного пункту                                                                        | —                                                              |
| 14.09.2023 | Курська область      | Тьоткіно             | обстріл             | заявлено про обстріл населеного пункту                                                                        | 1 загиблий                                                     |
| 17.09.2023 | Курська область      | Успенівка            | обстріл             | заявлено про обстріл населених пунктів                                                                        | 3 поранених                                                    |
| 17.09.2023 | Курська область      | Тьоткіно             | обстріл             | заявлено про обстріл населених пунктів                                                                        | —                                                              |
| 17.09.2023 | Курська область      | Попово-Лежачі        | обстріл             | заявлено про обстріл населених пунктів                                                                        | —                                                              |
| 18.09.2023 | Курська область      | Гуєво                | обстріл             | заявлено про обстріл населених пунктів                                                                        | —                                                              |
| 18.09.2023 | Курська область      | Тьоткіно             | обстріл             | заявлено про обстріл населених пунктів                                                                        | —                                                              |
| 18.09.2023 | Курська область      | Попово-Лежачі        | обстріл             | заявлено про обстріл населених пунктів                                                                        | —                                                              |
| 20.09.2023 | Бєлгородська область | Красноярузький р-н   | обстріл             | відомо про загиблого російського військового з некрологів у російських ЗМІ                                    | 1+ загиблий                                                    |
| 25.09.2023 | Брянська область     | Брянська область     | БпЛА                | відомо про атаку БпЛА                                                                                         | —                                                              |
| 26.09.2023 | Курська область      | Снагість             | БпЛА                | відомо про атаку БпЛА на електропідстанцію, внаслідок чого знеструмлено 7 населених пунктів                   | —                                                              |
| 28.09.2023 | Курська область      | Гир'ї                | БпЛА                | відомо про знищення коммплексу РЛС 39Н6 «Каста-2Е2»                                                           | —                                                              |
| 29.09.2023 | Курська область      | Біла                 | БпЛА                | відомо про атаку БпЛА на електропідстанцію, внаслідок чого знеструмлено 5 населених пунктів та лікарні        | —                                                              |
| 30.09.2023 | Брянська область     | Погар                | обстріл             | відомо про атаку і вибух на електропідстанції, внаслідок чого був знеструмлений населений пункт               | —                                                              |
| 03.10.2023 | Бєлгородська область | Долґоє               | БпЛА                | відомо про атаку БпЛА                                                                                         | вантажівка, особовий склад                                     |
| 05.10.2023 | Курська область      | Глушковський р-н     | БпЛА                | відомо про атаки на об'єкти енергетики, внаслідок чого сталося відімкнення                                    | —                                                              |
| 05.10.2023 | Курська область      | Кореневський р-н     | БпЛА                | відомо про атаки на об'єкти енергетики, внаслідок чого сталося відімкнення                                    | —                                                              |
| 05.10.2023 | Курська область      | Суджанський р-н      | БпЛА                | відомо про атаки на об'єкти енергетики, внаслідок чого сталося відімкнення                                    | —                                                              |
| 05.10.2023 | Курська область      | Городище             | БпЛА                | атака БпЛА на вантажівку російських військових                                                                | вантажівка                                                     |
| 08.10.2023 | Бєлгородська область | Грайворонський р-н   | обстріл             | відомо про щонайменше одного ліквідованого російського військового у боях 8 жовтня                            | 1 загиблий                                                     |
| 10.10.2023 | Брянська область     | Гудовка              | обстріл             | відомо про загиблих і поранених російських військових від обстрілу 10 жовтня                                  | загиблі і поранені                                             |
| 10.10.2023 | Брянська область     | Погарський р-н       | обстріл             | відомо про щонайменше одного ліквідованого російського військового                                            | 1 загиблий                                                     |
| 13.10.2023 | Курська область      | Тьоткіно             | БпЛА                | знищення телекомунікаційної інфраструктури атакою БпЛА                                                        | —                                                              |
| 13.10.2023 | Курська область      | Єлизаветівка         | БпЛА                | знищення телекомунікаційної інфраструктури атакою БпЛА                                                        | —                                                              |
| 14.10.2023 | Бєлгородська область | Солнцевка            | БпЛА                | атака БпЛА на позиції російських військових                                                                   | поранені                                                       |
| 15.10.2023 | Бєлгородська область | Красна Яруга         | БпЛА                | відомо про атаку БпЛА на електропідстанцію                                                                    | —                                                              |
| 18.10.2023 | Бєлгородська область | Пороз                | БпЛА                | знищення телекомунікаційної інфраструктури атакою БпЛА                                                        | —                                                              |
| 18.10.2023 | Бєлгородська область | Безімено             | БпЛА                | знищення телекомунікаційної інфраструктури атакою БпЛА                                                        | —                                                              |
| 18.10.2023 | Бєлгородська область | Новостроївка-Друга   | БпЛА                | знищення телекомунікаційної інфраструктури атакою БпЛА                                                        | —                                                              |
| 25.10.2023 | Бєлгородська область | Бєлгородська область | —                   | відомо про загиблого російського силовика у прикордонні                                                       | 1 загиблий                                                     |
| 31.10.2023 | Курська область      | АПП «Крупєц»         | БпЛА                | атака БпЛА на вантажівку та російських військових                                                             | вантажівка, особовий склад                                     |
| 01.11.2023 | Бєлгородська область | Красна Поляна        | БпЛА                | розвідники уразили російську РЛС                                                                              | 48Я6-К1 «Подлёт»                                               |
| 05.11.2023 | Бєлгородська область | Красноярузький р-н   | рейд                | відомо про щонайменше одного ліквідованого російського силовика                                               | 1 загиблий                                                     |
| 06.11.2023 | Брянська область     | Брянська область     | рейд                | відомо про щонайменше одного ліквідованого російського силовика у боях на Брянщині                            | 1 загиблий                                                     |
| 09.11.2023 | Курська область      | Суджа                | БпЛА                | відомо про атаку БпЛА на маслоробний комбінат                                                                 | —                                                              |
| 09.11.2023 | Курська область      | Анатолівка           | обстріл             | відомо про поранених російських військових                                                                    | 4 поранено                                                     |
| 10.11.2023 | Брянська область     | Уліца                | рейд                | «РДК» повідомив про здійснення успішної операції на території Росії                                           | щонайменше 1 загиблий (підполковник ФСБ)                       |
| 16.11.2023 | Курська область      | Суджанський р-н      | РСЗВ, БпЛА, обстріл | російською владою заявлено про обстріли і атаки населених пунктів Суджанського району                         | —                                                              |
| 18.11.2023 | Бєлгородська область | Валуйки              | —                   | відомо про пожежу, яка спалахнула у військовому госпіталі                                                     | —                                                              |
| 05.12.2023 | Бєлгородська область | Бєлгородська область | обстріл             | російською владою заявлено про 65 ударів прикордоння області                                                  | —                                                              |
| 08.12.2023 | Бєлгородська область | Бєлгородська область | обстріл             | російською владою заявлено про 10 ударів прикордоння області                                                  | —                                                              |
| 09.12.2023 | Брянська область     | Манів                | танковий обстріл    | російською стороною заявлено про танковий обстріл населених пунктів                                           | —                                                              |
| 11.12.2023 | Брянська область     | Климівський р-н      | танковий обстріл    | російською стороною заявлено про танковий обстріл населених пунктів                                           | —                                                              |
| 11.12.2023 | Бєлгородська область | Нова Таволжанка      | танковий обстріл    | російською стороною заявлено про танковий обстріл населених пунктів                                           | —                                                              |
| 13.12.2023 | Бєлгородська область | Красноярузький р-н   | міни                | відомо про підрив автомобіля із російськими чиновниками на протитанковій міні                                 | 1 загиблий, 2 поранено                                         |
| 16.12.2023 | Бєлгородська область | Валуйський р-н       | міна                | відомо про знищення Т-80                                                                                      | Т-80, 1 загиблий, 1 поранений                                  |
| 17.12.2023 | Бєлгородська область | Теребрено            | рейд                | Легіон «Свобода Росії» повідомив про здійснення успішної операції на території Росії                          | 2 поранено                                                     |
| 27.12.2023 | Бєлгородська область | Терезівка            | БпЛА                | відомо про атаку на російських силовиків                                                                      | 2 загиблих                                                     |
| 28.12.2023 | Бєлгородська область | Мокра Орловка        | БпЛА                | відомо про атаку на об'єкт у населеному пункті                                                                | 1 поранено                                                     |
| 29.12.2023 | Бєлгородська область | Уразово              | РСЗВ, обстріл       | російською стороною заявлено про обстріл населеного пункту                                                    | —                                                              |
| 30.12.2023 | Брянська область     | Борщово              | обстріл             | російською стороною заявлено про обстріл населеного пункту                                                    | 1 загиблий                                                     |
| 30.12.2023 | Брянська область     | Кістер               | обстріл             | російською стороною заявлено про обстріл населеного пункту                                                    | 1 загиблий                                                     |
| 31.12.2023 | Бєлгородська область | Бєлгородська область | БпЛА                | відомо про атаку на російських силовиків                                                                      | 1 загиблий, 1 поранений                                        |
| 31.12.2023 | Бєлгородська область | Дронівка             | обстріл             | російською стороною заявлено про обстріл населених пунктів                                                    | —                                                              |
| 31.12.2023 | Бєлгородська область | Сподарюшине          | обстріл             | російською стороною заявлено про обстріл населених пунктів                                                    | —                                                              |
| 31.12.2023 | Бєлгородська область | Шебекіно             | обстріл             | російською стороною заявлено про обстріл населених пунктів                                                    | —                                                              |
| 31.12.2023 | Бєлгородська область | Красноє              | обстріл             | зафіксовано ураження бійцями ДПСУ російського складу боєприпасів                                              | —                                                              |

## Атаки вглиб прикордонних регіонів
- Обстріл Бєлгорода 30 грудня 2023 року

| дата       | регіон               | місце                | тип атаки        | влучання | жертви                                  |
| ---------- | -------------------- | -------------------- | ---------------- | --- | --------------------------------------- |
| 28.02.2023 | Республіка Адигея    | Майкоп               | БпЛА             | зафіксоване падіння БпЛА                                                                                            | —                                       |
| 28.02.2023 | Бєлгородська область | Бєлгород             | БпЛА             | відбулося падіння/атака трьох БпЛА, завдано руйнування                                                              | —                                       |
| 28.02.2023 | Краснодарський край  | Туапсе               | БпЛА             | БпЛА атакували територію нафтозаводу «Роснєфть»                                                                     | —                                       |
| 28.02.2023 | Краснодарський край  | Єйськ                | БпЛА             | пролунало два сильних вибухи в районі аеродрому, після цього там з’явився стовп диму та спалахнула пожежа           | —                                       |
| 03.03.2023 | Краснодарський край  | Краснодар            | —                | вибух на території місцевого авіаучилища, після чого сталася пожежа                                                 | —                                       |
| 11.04.2023 | Бєлгородська область | Бєлгород             | БпЛА             | заявлено про спробу атаки БпЛА інфраструктури аеропорту                                                             | —                                       |
| 14.04.2023 | Бєлгородська область | Бєлгород             | БпЛА             | зафіксовано атаку на об'єкти енергетичної інфраструктури                                                            | —                                       |
| 16.04.2023 | Брянська область     | Брянськ              | БпЛА             | заявлено про падіння БпЛА з вибухівкою                                                                              | —                                       |
| 03.05.2023 | Краснодарський край  | Тамань               | БпЛА             | пожежа на нафтобазі «Таманьнєфтєґаз» внаслідок удару БпЛА                                                           | —                                       |
| 04.05.2023 | Краснодарський край  | Ільскій              | БпЛА             | удар БпЛА і пожежа на резервуарах Ільського нафтопереробного заводу                                                 | —                                       |
| 04.05.2023 | Ростовська область   | Новошахтинськ        | БпЛА             | вдруге з початку війни зафіксовано удар і пожежу на Новошахтинському заводі нафтопродуктів                          | —                                       |
| 05.05.2023 | Краснодарський край  | Ільскій              | БпЛА             | повторний удар БпЛА і пожежа інфраструктури Ільського нафтопереробного заводу                                       | —                                       |
| 10.05.2023 | Курська область      | Курськ               | БпЛА             | пошкодження будинків внаслідок падіння БпЛА                                                                         | —                                       |
| 22.05.2023 | Бєлгородська область | Бєлгород             | БпЛА             | відомо про вибух у будівлі ФСБ                                                                                      | —                                       |
| 23.05.2023 | Бєлгородська область | Бєлгород             | БпЛА             | російським режимом заявлено про скид вибухівки із БпЛА на автомобіль біля залізничного вокзалу                      | —                                       |
| 26.05.2023 | Краснодарський край  | Краснодар            | БпЛА             | зафіксовано атаку на будівлі у центрі міста                                                                         | —                                       |
| 26.05.2023 | Ростовська область   | Морозовськ           | —                | зафіксовано атаку на територію військового аеродрому                                                                | —                                       |
| 28.05.2023 | Краснодарський край  | Ільскій              | БпЛА             | пожежа на Ільському нафтопереробному заводі внаслідок заявленої атаки БпЛА                                          | —                                       |
| 31.05.2023 | Краснодарський край  | Афіпський            | БпЛА             | загорівся Афіпський нафтопереробний завод внаслідок заявленої атаки БпЛА                                            | —                                       |
| 31.05.2023 | Краснодарський край  | Ільскій              | БпЛА             | вибух на Ільському нафтопереробному заводі внаслідок заявленої атаки БпЛА                                           | —                                       |
| 02.06.2023 | Курська область      | Курськ               | БпЛА             | заявлено про збиття БпЛА                                                                                            | —                                       |
| 08.06.2023 | Бєлгородська область | Бєлгород             | БпЛА             | заявлено про збиття БпЛА                                                                                            | —                                       |
| 09.06.2023 | Воронезька область   | Воронеж              | БпЛА             | зафіксовано влучання у житловий будинок                                                                             | 3 поранено                              |
| 09.07.2023 | Ростовська обл.      | Ростовська обл.      | ракетний удар    | відомо про ракетні атаки з комплексу С-200                                                                          | —                                       |
| 14.07.2023 | Воронезька область   | Воронеж              | БпЛА             | заявлено про атаку аеропорту «Балтимор»                                                                             | —                                       |
| 17.07.2023 | Краснодарський край  | Краснодарський край  | надводний апарат | відомо про пошкодження мосту між окупованим Кримом та Краснодарським краєм на російській території                  | 2+ загиблих, 1+ поранено                |
| 28.07.2023 | Ростовська обл.      | Таганрог             | ракетний удар    | відомо про ракетні атаки з комплексу С-200                                                                          | —                                       |
| 04.08.2023 | Краснодарський край  | Новоросійськ         | надводний апарат | зафіксовано пошкодження великого десантного корабля проєкту 775 «Оленегорский горняк»                               | —                                       |
| 20.08.2023 | Бєлгородська область | Бєлгород             | БпЛА             | відомо про атаку БпЛА, влучання уламків у житлові будинки                                                           | —                                       |
| 21.08.2023 | Курська область      | Курськ               | БпЛА             | відомо про атаку БпЛА на приміщення залізничного вокзалу міста Курськ                                               | 5 поранено                              |
| 27.08.2023 | Курська область      | Курськ               | БпЛА             | відомо про атаку контррозвідкою СБУ аеродрому у російському Курську в ніч на 27 серпня                              | —                                       |
| 30.08.2023 | Брянська область     | Брянськ              | БпЛА             | атака на підприємство Кремній ЕЛ — один із найбільших заводів із випуску мікроелектроніки в країні-агресорі Росії   | —                                       |
| 07.09.2023 | Ростовська область   | Ростов-на-Дону       | БпЛА             | відомо про атаку БпЛА на будівлі у центрі Ростова-на-Дону                                                           | 1 поранений                             |
| 08.09.2023 | Брянська область     | Брянськ              | БпЛА             | відомо про три атаки протягом двох діб на завод «Кремній ЕЛ»                                                        | —                                       |
| 09.09.2023 | Брянська область     | Брянськ              | БпЛА             | відомо про три атаки протягом двох діб на завод «Кремній ЕЛ»                                                        | —                                       |
| 20.09.2023 | Краснодарський край  | Сочі                 | БпЛА             | відомо про влучання у нафтобазу                                                                                     | —                                       |
| 24.09.2023 | Курська область      | Курськ               | БпЛА             | влучання у нафтопереробний завод                                                                                    | —                                       |
| 24.09.2023 | Курська область      | Курськ               | БпЛА             | влучання у будівлю ФСБ                                                                                              | —                                       |
| 24.09.2023 | Курська область      | Халіно               | БпЛА             | атака на території авіабази                                                                                         | відомо про загиблих військовослужбовців |
| 25.09.2023 | Курська область      | Курськ               | БпЛА             | відомо про атаку БпЛА                                                                                               | —                                       |
| 25.09.2023 | Брянська область     | Брянськ              | БпЛА             | безпілотник атакував дизельний завод у Брянську                                                                     | —                                       |
| 26.09.2023 | Брянська область     | Брянськ              | БпЛА             | відомо про атаку БпЛА                                                                                               | —                                       |
| 01.10.2023 | Краснодарський край  | Сочі                 | БпЛА             | відомо про атаку БпЛА в районі аеропорту міста Сочі                                                                 | —                                       |
| 03.10.2023 | Бєлгородська область | Бєлгород             | БпЛА             | відомо про атаку БпЛА                                                                                               | —                                       |
| 12.10.2023 | Бєлгородська область | Бєлгород             | БпЛА             | згідно інформації у російських ЗМІ, через падіння БпЛА на околиці Бєлгорода загинули троє людей                     | 3 загиблих                              |
| 13.10.2023 | Бєлгородська область | Бєлгород             | БпЛА             | відомо про атаку БпЛА                                                                                               | —                                       |
| 13.10.2023 | Брянська область     | Брянськ              | БпЛА             | відомо про атаки БпЛА на хімзавод та інші об'єкти                                                                   | —                                       |
| 14.10.2023 | Краснодарський край  | Сочі                 | БпЛА             | відомо про атаку БпЛА та перебої з енергопостачання внаслідок атаки                                                 | —                                       |
| 18.10.2023 | Курська область      | Постоялі Двори       | БпЛА             | відомо про атаку БпЛА на російський військовий табір                                                                | —                                       |
| 28.10.2023 | Курська область      | Курська АЕС          | БпЛА             | згідно російських заяв, БпЛА атакували склад ядерних відходів, пошкодивши його стіни та адміністративні будівлі АЕС | —                                       |
| 29.10.2023 | Краснодарський край  | Афіпський            | БпЛА             | відомо про атаку БпЛА на Афіпський нафтопереробний завод                                                            | —                                       |
| 03.11.2023 | Ростовська область   | Ростовська область   | —                | відомо про вибух на військовому полігоні                                                                            | 10+ загиблих, 15 поранено               |
| 07.11.2023 | Ростовська область   | Таганрог             | —                | відомо про потужний вибух, що пролунав поряд із військовим аеродромом                                               | —                                       |
| 14.11.2023 | Брянська область     | Сєльцо               | БпЛА             | відомо про атаку БпЛА на завод з виробництва вибухівки та об’єкт російського виробника ракетного озброєння          | —                                       |
| 19.11.2023 | Бєлгородська обл.    | Ровеньки             | Точка-У          | російською владою заявлено про атаку ракет Точка-У, наслідки не встановлено                                         | —                                       |
| 20.11.2023 | Курська область      | Дмитрієв-Льговський  | БпЛА             | українські військові уразили дві ворожі радіолокаційні станції у Курській області за 50 км від українського кордону | 55Ж6 «Нєбо» та, ймовірно, «Гамма-С1»    |
| 21.11.2023 | Краснодарський край  | Новоросійськ         | БпЛА             | відомо про атаку БпЛА                                                                                               | —                                       |
| 27.11.2023 | Ростовська область   | Ростовська область   | БпЛА             | відомо про атаки БпЛА                                                                                               | —                                       |
| 28.11.2023 | Ростовська область   | Каменськ-Шахтинський | БпЛА             | російські ЗМІ заявили про атаку БпЛА на машинобудівний завод                                                        | —                                       |
| 30.11.2023 | Брянська область     | Брянськ              | БпЛА             | відомо про атаку БпЛА і ураження військової інфраструктури                                                          | —                                       |
| 12.12.2023 | Воронезька область   | Воронеж              | —                | відомо про атаку на нафтобазу та пожежу                                                                             | —                                       |
| 16.12.2023 | Курська область      | Дмитрієвський р-н    | БпЛА             | відомо про руйнування інфраструктури та будівель внаслідок атаки БпЛА                                               | —                                       |
| 16.12.2023 | Курська область      | Желєзногорський р-н  | БпЛА             | відомо про руйнування інфраструктури та будівель внаслідок атаки БпЛА                                               | —                                       |
| 22.12.2023 | Брянська область     | Брянська область     | БпЛА             | відомо про атаки БпЛА UJ-25 Skyline                                                                                 | —                                       |
| 25.12.2023 | Краснодарський край  | Єйськ                | —                | не встановлено | —                                       |
| 26.12.2023 | Краснодарський край  | Єйськ                | —                | не встановлено | —                                       |
| 29.12.2023 | Брянська область     | Брянська область     | БпЛА             | відомо про атаки БпЛА                                                                                               | —                                       |
| 29.12.2023 | Курська область      | Курська область      | БпЛА             | відомо про атаки БпЛА                                                                                               | —                                       |
| 29.12.2023 | Бєлгородська область | Бєлгород             | обстріл          | російською владою заявлено про обстріл та влучання у житловий будинок                                               | 1 загиблий, 4 поранено                  |
| 30.12.2023 | Бєлгородська область | Бєлгород             | РСЗВ, інше       | відомо про обстріл військових та цивільних об'єктів у місті, серед загиблих був працівник Слідчого комітету РФ      | 25+ загиблих, 100+ поранено             |
| 30.12.2023 | Брянська область     | Брянськ              | БпЛА             | відомо про атаку на завод «Кремній ЕЛ»                                                                              | —                                       |

## Інші інциденти
За підсумками 2023 року на території РФ відбулося на 125% більше пожеж чим у 2022. Найчастіше палали об'єкти промисловості (38%), склади (38%), та торгівельні заклади (13%).
| дата       | регіон               | місце              | тип атаки | влучання | жертви |
| ---------- | -------------------- | ------------------ | --------- | --- | ------ |
| 04.02.2023 | Бєлгородська область | Борисовський р-н   | пожежа    | масштабна пожежа на території нафтобази та промислового підприємства                                        | —      |
| 08.02.2023 | Ростовська область   | Новошахтинськ      | пожежа    | пожежа на Новошахтинському заводі нафтопродуктів                                                            | —      |
| 16.03.2023 | Ростовська область   | Ростов-на-Дону     | вибух     | вибух і пожежа у будівлі Прикордонної служби ФСБ                                                            | —      |
| 07.04.2023 | Воронезька область   | Воронеж            | вибух     | вибух пролунав поблизу злітної смуги ВАСО, після чого виникла пожежа                                        | —      |
| 20.05.2023 | Воронезька область   | Воронеж            | пожежа    | пожежа на складі                                                                                            | —      |
| 21.05.2023 | Воронезька область   | Воронеж            | вибух     | вибух на електростанції, внаслідок чого виникла пожежа, частина районів міста залишилася без світла та води | —      |
| 22.05.2023 | Воронезька область   | Воронеж            | пожежа    | пожежа на складі пластикових виробів                                                                        | —      |
| 23.05.2023 | Брянська область     | Дятьково           | пожежа    | пожежа на складі заводу ТОВ «НПП Алєксандр», що виготовляє оптичні системи                                  | —      |
| 11.06.2023 | Ростовська область   | Ростов-на-Дону     | пожежа    | зафіксовано пожежу на машинобудівному заводі                                                                | —      |
| 13.06.2023 | Краснодарський край  | Краснодар          | пожежа    | пожежа на території нафтобази                                                                               | —      |
| 14.06.2023 | Ростовська область   | Новочеркаська ГРЕС | пожежа    | пожежа на енергоблоці Новочеркаської ГРЕС                                                                   | —      |
| 16.06.2023 | Курська область      | Курськ             | вибух     | повідомлено про вибух і масштабну пожежу на території складу                                                | —      |
| 21.07.2023 | Ростовська область   | Аксай              | пожежа    | відомо про масштабну пожежу на складі заводу «Алмаз»                                                        | —      |
| 06.08.2023 | Краснодарський край  | Кубанське          | пожежа    | відомо про пожежу на складі елеватора                                                                       | —      |
| 18.08.2023 | Краснодарський край  | Новоросійськ       | пожежа    | відомо про пожежу на території порту у вантажному терміналі                                                 | —      |
| 03.10.2023 | Ростовська область   | Ростов-на-Дону     | пожежа    | відомо про пожежу на території складів, ймовірно, згоріла партія військового одягу                          | —      |
| 14.11.2023 | Краснодарський край  | Курганинськ        | пожежа    | відомо, що спалахнула пожежа на території місцевої військової частини                                       | —      |
| 12.12.2023 | Ростовська область   | Ростов-на-Дону     | —         | відомо про вибухи                                                                                           | —      |

## Атаки та інциденти на залізниці
| дата       | регіон               | місце                | тип атаки | влучання                                                                                            | жертви |
| ---------- | -------------------- | -------------------- | --------- | --------------------------------------------------------------------------------------------------- | ------ |
| 01.05.2023 | Брянська область     | Рассуха-Унєча        | детонація | задокументовано сходження з рейок потягу з нафтопродуктами, російською стороною заявлено про підрив | —      |
| 02.05.2023 | Брянська область     | Снєжетьская          | детонація | вдруге задокументовано сходження з рейок вантажного потягу, російською стороною заявлено про підрив | —      |
| 11.06.2023 | Бєлгородська область | Бєлгородська область | —         | задокументовано сходження з рейок вантажного потягу                                                 | —      |
| 12.06.2023 | Бєлгородська область | Бєлгородська область | —         | задокументовано сходження з рейок вантажного потягу, російською стороною заявлено про атаку БпЛА    | —      |
| 10.07.2023 | Краснодарський край  | Кримськ              | підпал    | відомо про диверсію на залізничній інфраструктурі                                                   | —      |